# Adaptador (patrón de diseño)
El patrón adaptador se utiliza para transformar una interfaz en otra, de tal modo que una clase que no pueda utilizar la primera haga uso de ella a través de la segunda.

## Propósito
Convierte la interfaz de una clase en otra interfaz que el cliente espera. El adaptador permite a las clases trabajar juntas, lo que de otra manera no podría hacerse debido a sus interfaces incompatibles.

## También conocido como
- Wrapper (Envoltorio).

## Aplicabilidad
Es recomendable utilizar el patrón adaptador cuando:
- se desea usar una clase existente, y su interfaz no sea igual a la necesitada.
- cuando se desea crear una clase reutilizable que coopere con clases no relacionadas. Es decir, que las clases no tienen necesariamente interfaces compatibles.

## Participantes
- Target define la interfaz específica del dominio que Client usa.
- Client colabora con la conformación de objetos para la interfaz Target.
- Adaptee define una interfaz existente que necesita adaptarse.
- Adapter adapta la interfaz de Adaptee a la interfaz Target.

## Colaboraciones
- Client llama a las operaciones sobre una instancia Adapter. De hecho, el adaptador llama a las operaciones de Adaptee que llevan a cabo el pedido.

## Consecuencias
Los adaptadores de clase y objetos tienen varios pros y contras.
- Un adaptador de clase:
  - adapta Adaptee a Target encargando a una clase Adaptee concreta. Como consecuencia, una clase adaptadora no funcionará cuando se desea adaptar una clase y todas sus subclases.
  - permite a los Adapter sobreescribir algo de comportamiento de Adaptee, ya que Adapter es una subclase de Adaptee.
- Un adaptador de objeto:
  - permite que un único Adapter trabaje con muchos Adaptees, es decir, el Adapter por sí mismo y las subclases (si es que la tiene). El Adapter también puede agregar funcionalidad a todos los Adaptees de una sola vez.
  - hace difícil sobrescribir el comportamiento de Adaptee. Esto requerirá derivar Adaptee y hacer que Adapter se refiera a la subclase en lugar que al Adaptee por sí mismo.

Aquí hay otras cuestiones a considerar cuando se utiliza el patrón Adapter:
1. ¿Cuanta adaptación hace el Adapter? Adapter varía en la cantidad de trabajo que hace para adaptar Adaptee a la interfaz Target. Hay un espectro de trabajo posible, desde una simple conversión (por ejemplo, cambiando los nombres de las operaciones) hasta soportando un conjunto de operaciones enteramente diferentes. La cantidad de trabajo que Adapter hace depende de cuanto de similar tienen la interfaz Target con Adaptee.
2. Adaptadores enganchables. Una clase es más reutilizable cuando se deja a un lado la suposición de que otras clases deben utilizarla. Convirtiendo la adaptación de una interfaz en una clase, se elimina la suposición de que otras clases ven la misma interfaz. Dicho de otra manera, la adaptación de la interfaz permite incorporar a la clase en sistemas existentes que pueden esperar diferentes interfaces de la misma.

## Implementación
Crear una nueva clase que será el Adaptador, que extienda del componente existente e implemente la interfaz obligatoria. De este modo se tiene la funcionalidad que se quería y se cumple la condición de implementar la interfaz.
La diferencia entre los patrones adaptador y fachada (facade) es que el primero reutiliza una interfaz ya existente, mientras que el segundo define una nueva con el objetivo de simplificarla.
```
package
 
Structural_patterns
;

public
 
class
 
AdapterWrapperPattern
 
{

	

	
/**

	 * Client: Uses (and only knows) Target Interface

	 */

	
public
 
static
 
void
 
main
(
String
 
args
[]
){

		
Guitar
 
eGuitar
 
=
 
new
 
ElectricGuitar
();

		
eGuitar
.
onGuitar
();

		
eGuitar
.
offGuitar
();

		
Guitar
 
eAGuitar
 
=
 
new
 
ElectricAcousticGuitar
();

		
eAGuitar
.
onGuitar
();

		
eAGuitar
.
offGuitar
();

	
}

	

	
/**

	 * Target: Class used by the Client 

	 */
	

	
public
 
interface
 
Guitar
{

		
public
 
void
 
onGuitar
();

		
public
 
void
 
offGuitar
();

	
}

	

	
/**

	 * Direct Target Implementation: Already Adapted/Wrapped

	 */

	
public
 
class
 
ElectricGuitar
 
implements
 
Guitar
{

		
public
 
void
 
onGuitar
()
 
{

			
System
.
out
.
println
(
"Playing Guitar"
);

		
}

		

		
public
 
void
 
offGuitar
()
 
{

			
System
.
out
.
println
(
"I'm tired to play the guitar"
);

		
}

	
}

	

	
/**

	 * Adaptee: Class to Adapter/Wrapper 

	 */

	
public
 
class
 
AcousticGuitar
{

		

		
public
 
void
 
play
(){

			
System
.
out
.
println
(
"Playing Guitar"
);

		
}

		
public
 
void
 
leaveGuitar
(){

			
System
.
out
.
println
(
"I'm tired to play the guitar"
);

		
}

	
}

	

	
/**

	 * Adapter/Wrapper: We Adapter/Wrapper AcousticGuitar into 

	 * ElectricAcousticGuitar to adapt into the Guitar Model

	 */

	
public
 
class
 
ElectricAcousticGuitar
 
implements
 
Guitar
{

		
AcousticGuitar
 
acoustic
 
=
 
new
 
AcousticGuitar
();

		

		
public
 
void
 
onGuitar
()
 
{

			
acoustic
.
play
();

		
}

		

		
public
 
void
 
offGuitar
()
 
{

			
acoustic
.
leaveGuitar
();

		
}

	
}

}

```